# Peter Bachmann (Politiker)

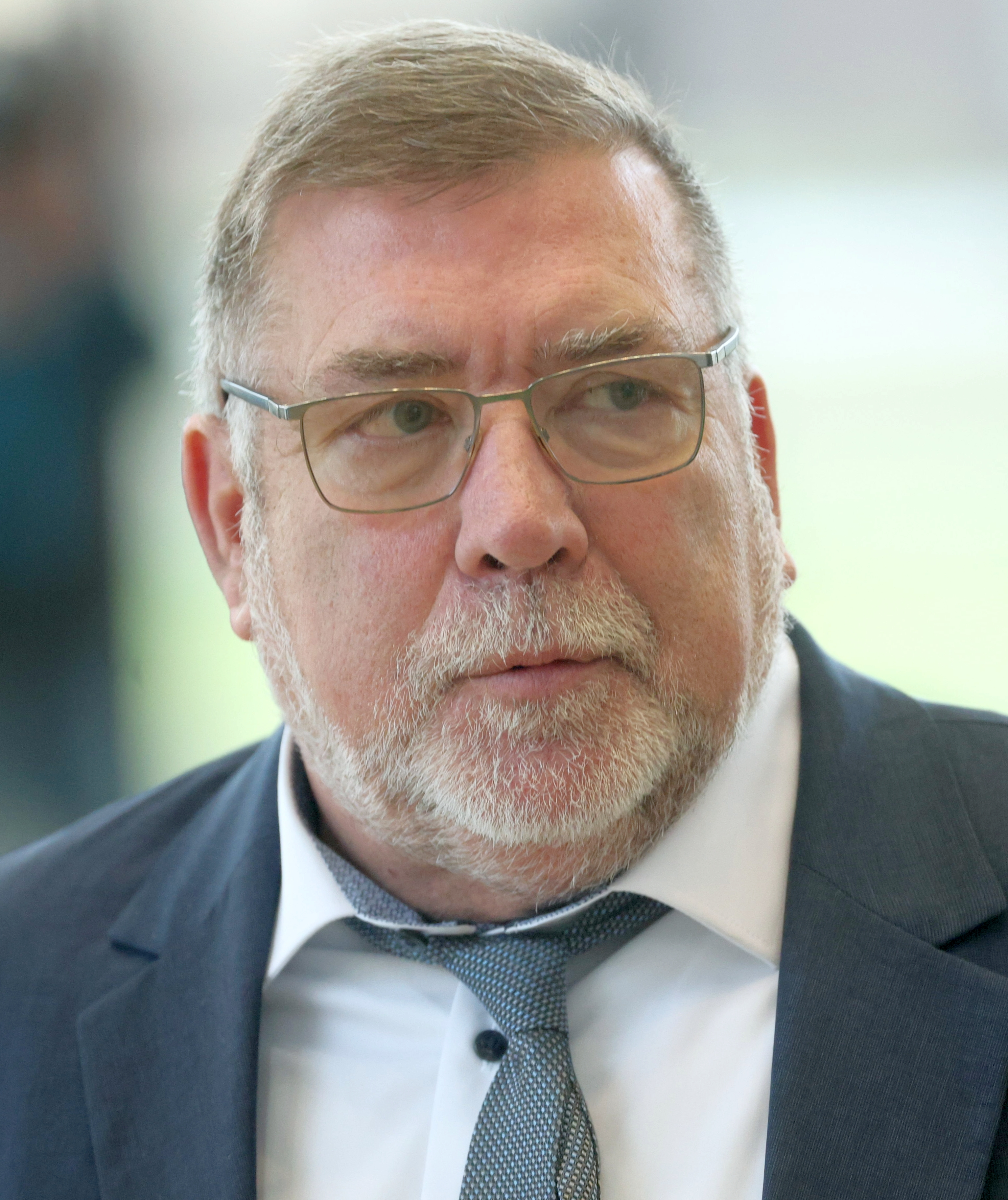
Peter Bachmann (2024)

Peter Bachmann (* 1954 in Bernburg (Saale)) ist ein rechtsextremer deutscher Politiker (AfD). Er ist seit 2024 Mitglied des Sächsischen Landtags.

## Leben
Bachmann absolvierte von 1971 bis 1973 eine Lehre als Metallurge für Erzeugung. Von 1973 bis 1975 leistete er Wehrdienst bei der Nationalen Volksarmee. Von 1975 bis 1980 war er als Hauer bei der Wismut tätig. Von 1980 bis 1985 war er Schmelzer bei der Nickelhütte Aue. Von 1985 bis 1990 war er als Schweißereimeister mit Ausbildung zum Maschinenbaumeister tätig. Ab 1990 absolvierte er eine Ausbildung zum Bankkaufmann und war bis 1995 als solcher in Erlangen tätig. Von 1995 bis 2000 war er Meister in der Bürstenfabrik Schönheide. Von 2000 bis 2012 war er als Ladenbauer selbstständig. Von 2012 bis zum Renteneintritt 2017 war er in der Qualitätskontrolle in der Gießerei Schönheide tätig.
Bachmann ist verheiratet und Vater eines Kindes.

## Politik
Bachmann ist seit 2016 Mitglied der AfD. Seit 2019 ist er Mitglied des Gemeinderats von Schönheide. Zudem ist er seit 2024 Mitglied des Kreistags des Erzgebirgskreises.
Bei der Landtagswahl in Sachsen 2024 wurde Bachmann über das Direktmandat im Wahlkreis Erzgebirge 2 in den Landtag gewählt.